# Pedaliodes pausia
Pedaliodes pausia är en fjärilsart som beskrevs av William Chapman Hewitson 1861. Pedaliodes pausia ingår i släktet Pedaliodes och familjen praktfjärilar. Inga underarter finns listade i Catalogue of Life.